# رپید-ده-ژوآکئم، کبک
رپید-ده-ژوآکئم (به فرانسوی: Rapides-des-Joachims) شهری در منطقه شهری پونتیاک ناحیه اوتاوه در استان کبک کانادا است. در سرشماری سال ۲۰۱۱ این شهر ۲۱۰ نفر جمعیت داشته‌است و مساحت آن ۲۴۸٫۹۲ کیلومتر مربع است.